# Oras Sultan Naji
Oras Sultan Naji (en arabe : أوراس سلطان ناجي), née en 1962 à Aden et morte le 26 février 2015 à Sanaa, est une pédiatre et femme politique yéménite, membre de la Chambre des députés de 1997 à sa mort.

## Biographie
Née en 1962 à Aden, Oras Sultan Naji est la fille de l'historien militaire Sultan Naji. Elle est titulaire d'une maîtrise en pédiatrie.
En 1997, elle est élue députée, sous les couleurs du parti présidentiel du Congrès général du peuple, la deuxième femme avec Oulouf Bakhoubaïra,. Elle est réélue en 2003,,. Elle est alors membre du Comité de la santé publique et de la population du Parlement. En 2010, elle est la seule femme à siéger à la chambre basse.
En 2000, Oras Sultan Naji précise qu'elle ne se bat pas contre le hijab, mais pour les droits des femmes. Elle déclare le considérer comme un « vêtement de travail », à l'image de la perruque des avocats. Par ailleurs, elle dit le porter par politesse au Nord conservateur mais pas au Sud, où elle enseigne à l'université d'Aden.
En 2003, elle représente le Yémen lors de la cérémonie de béatification de mère Teresa.
En 2010, elle déclare que « beaucoup de femmes se sont présentées aux élections en 2003, malheureusement elles n'ont pas gagné ». Elle explique cela par des « obstacles traditionnels ». Espérant que la représentation féminine atteindrait 15 % lors des élections suivantes, elle estime qu'en « en tant que seule femme députée, [elle] représente toute la société, pas seulement [sa] circonscription ». Par ailleurs, elle se dit fière d'avoir « influé sur l'agenda parlementaire au sujet de la question féminine », en ayant œuvré ainsi à fixer l'âge minimal du mariage, qui était indéterminé, à dix-sept ans, après l'affaire Nojoud Ali,,. Cependant, le projet de loi est bloqué par la commission de la charia au Parlement yéménite. Le projet de Constitution présenté en janvier 2015 prévoit d'amener l'âge légal du mariage à dix-huit ans, mais la guerre rend les conditions de vie difficiles et il n'y a pas d'âge minimum pour le mariage au Yémen.
Elle meurt le 26 février 2015 à l'hôpital militaire de Sanaa, après avoir été victime d'un malaise en pleine prière.